# Університет Нового Орлеана
Університет Нового Орлеану — приватний єзуїтський університет, розташований у Новому Орлеані, Луїзіана, США.

## Коледжі
До складу Університету входять такі коледжі:
- Гуманітарних і природничих наук
- Соціальних наук
- Коледж бізнесу імені Джозефа Батта
- Коледж музики й високого мистецтва
- Коледж права

## Центри та інститути
- Центр охорони навколишнього середовища
- Центр вивчення католицизму на Півдні
- Єзуїтський центр
- Єзуїтський інститут соціальних досліджень
- Інститут політології
- Інститут міністерства

## Видатні співробітники та випускники

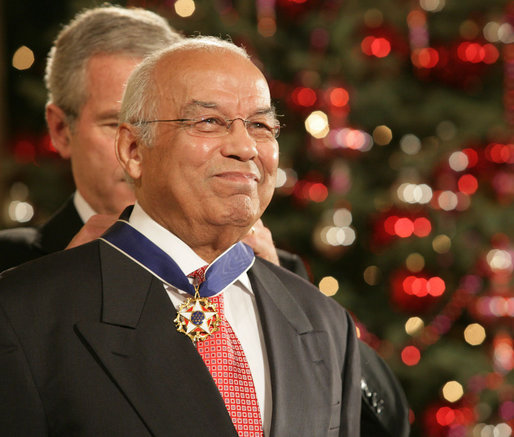
Норман Френсіс, президент університету Хав’єра, отримує Президентську медаль Незалежності, 2006.
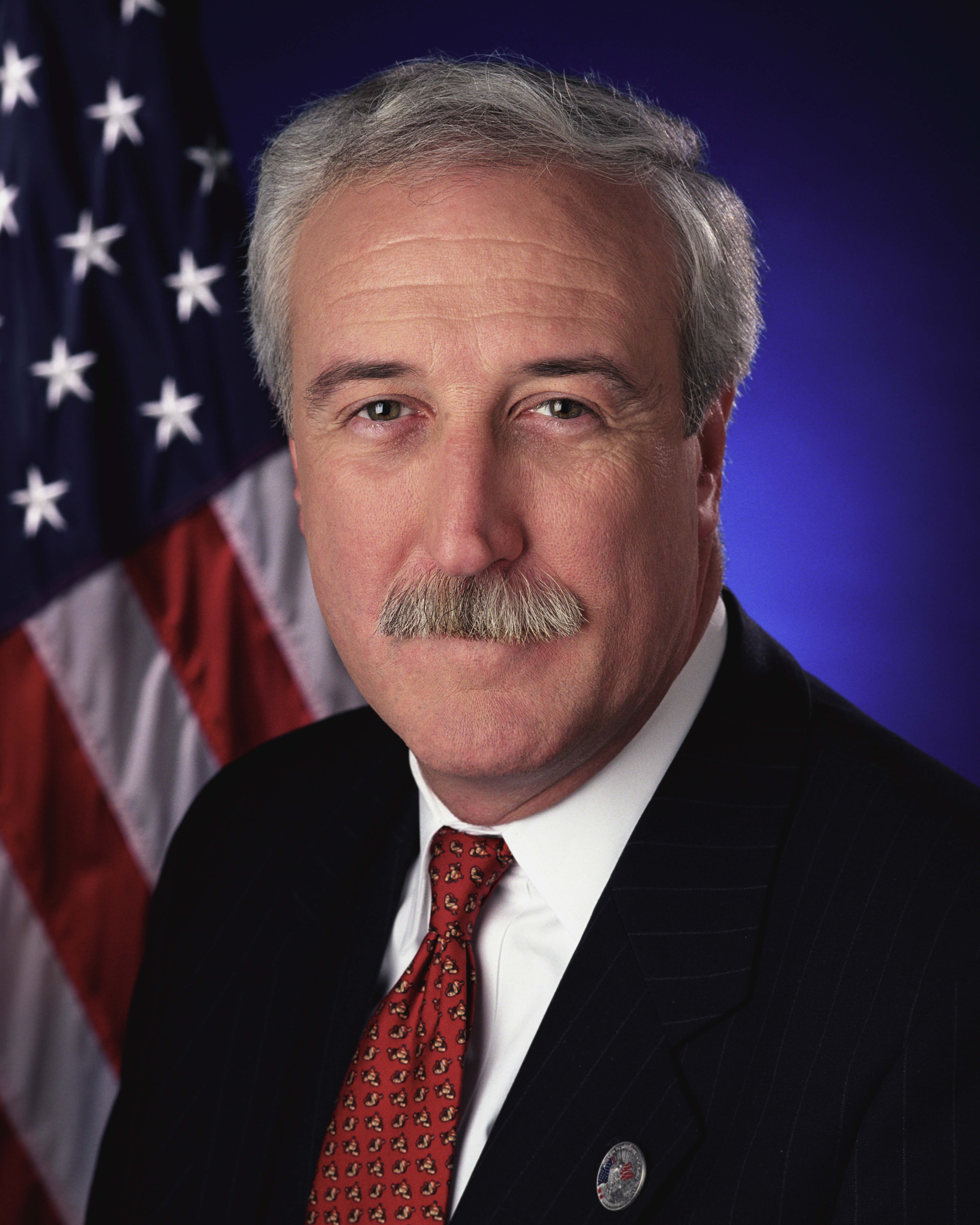
Шин О'Кіфі, колишній командувач ВМС США, колишній ректор Луїзіанського університету, колишній адміністратор НАСА.
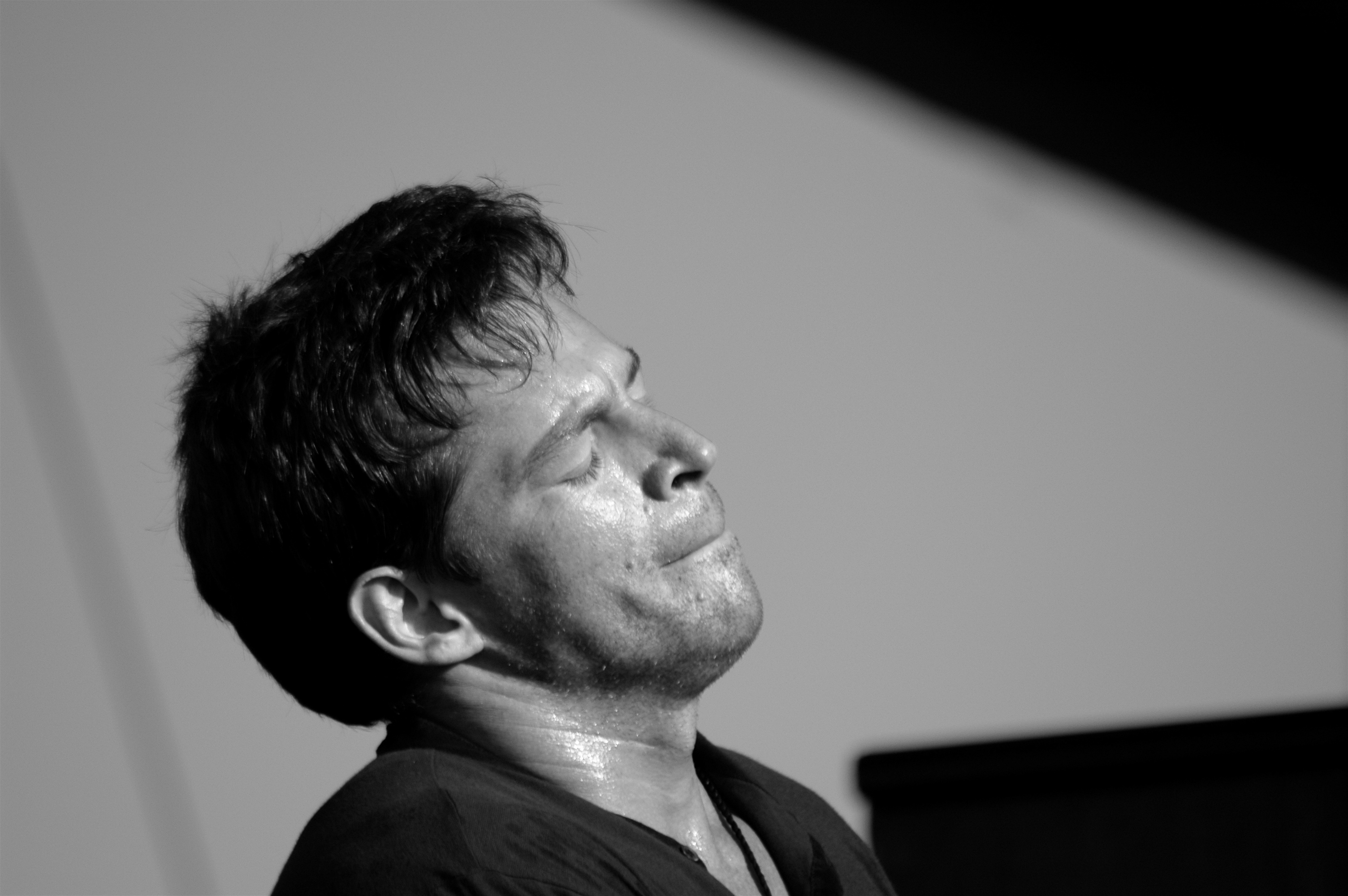
Гаррі Коннік